# جيمس هارت (مغني)
جيمس هارت (بالإنجليزية: James Stephen Hart)‏ هو مغني أمريكي، ولد في 26 أغسطس 1979.

## وصلات خارجية
- جيمس هارت على موقع ميوزك برينز (الإنجليزية)
- جيمس هارت على موقع أول ميوزيك (الإنجليزية)
- جيمس هارت على موقع ديسكوغز (الإنجليزية)